# پاناما (ایندیانا)
پاناما (به انگلیسی: Panama) یک منطقهٔ مسکونی در ایالات متحده آمریکا است که در ایندیانا واقع شده‌است. پاناما ۲۹۲ متر بالاتر از سطح دریا واقع شده‌است.